# SN 1998bf
SN 1998bf – supernowa odkryta 22 marca 1998 roku w galaktyce A134631+0208. W momencie odkrycia miała maksymalną jasność 24,30m.